# Cophoscottia fascipes
Cophoscottia fascipes är en insektsart som beskrevs av Lucien Chopard 1961. Cophoscottia fascipes ingår i släktet Cophoscottia och familjen syrsor. Inga underarter finns listade i Catalogue of Life.